# Phyllocnistis tectonivora
Phyllocnistis tectonivora är en fjärilsart som beskrevs av Edward Meyrick 1936. Phyllocnistis tectonivora ingår i släktet Phyllocnistis och familjen styltmalar. Inga underarter finns listade i Catalogue of Life.